# Alcort
Alcort (nom oficial al Nomenclàtor Geogràfic d'Aragó) és una partida del terme municipal de Binèfar (Aragó). Està situada al costat de l'A-22, a l'extrem occidental de la localitat i tocant a la partida de La Chuvera, a la canal de Saidí i al mont Fobet.

## Toponímia
Alcort era una antic vilatge situat al terme municipal de Binèfar i despoblat des de meitat del segle XVII. Pertanyia a l'Orde de Sant Joan de Jerusalem des de l'any 1414, integrada a la castellania d'Amposta el 1610, fins a la seva incorporació a Binèfar el 1634.
La documentació més antiga que existeix recull la forma Alcorn, com apareix al Llibre Verd de l'Arxiu Capitular de Lleida a un texte del 1160, concretament en unes cartes sobre la recollida de monedatge de la castellanía de Montsó de 1336 i 1339 i al Llibre del monedatge del 1397 de la zona del Cinca i de La Llitera. Apareix després al fogatge aragonès del 1495 com Alquor, amb 13 focs i depenent encara de l'Orde de l'Hospital.
No obstant això el topònim Alquort ja es troba en manuscrits del segle XVI de la localidat d'Albelda, observant-se el canvi consonàntic de /n/ final agrupada en /t/, un tret fonètic encara viu al català de La Llitera en paraules com "forn > fort", "hivern > hivert".
Aquesta forma es troba també dos segles després en textos notarials escrits ja en castellà:
| «                                               | Por tanto de grado & certificados & vendemos a y en favor del referido Francisco Corzan y Falzes para si & es a saber el dicho olibar sitio en los terminos del mismo lugar a la partida Alcort, que confronta con camino que ba a las Brujas, con heredad y carrascal de nosotros dichos vendedores, con heredad de Prospero Gombau y con heredad de Jayme Mas | » |
| — Notario: Miguel Dobato, 9 de desembre de 1760 | |   |

L'origen del topònim seria una adaptació del llatí CŎLLIS, d'on derivaria /alqúll/ en arab andalusí i a la vegada "alcor", amb el significat de "turó", a causa de la disimilació consonàntica. Així la consonant final que apareix en Alcorn > Alcort s'afegeix com a reforç del so vibrant final.